# Batalha de Brustem
A Batalha de Brustem foi travada em 28 de outubro de 1467 em Brustem, perto de Sint-Truiden (atual Bélgica) entre o Estado da Borgonha e o Príncipe-Bispado de Liège, como parte da Segunda Guerra de Liège.

## Prelúdio
Em 1465, Filipe, o Bom, venceu a Primeira Guerra de Liège contra o príncipe-bispo Luís de Bourbon, recém-nomeado por ele mesmo. Isso levou à humilhante Paz de Sint-Truiden. Quando Filipe morreu em 1467, o povo de Liège se levantou novamente contra o odiado príncipe-bispo, que fugiu da cidade. Liège contava com o prometido apoio militar do rei Luís XI da França, também em guerra com o novo duque da Borgonha, Carlos, o Ousado. Carlos reuniu um exército de cerca de 25 000 soldados profissionais em Leuven e mudou-se para Liège. Luís XI não fez nada.

## Batalha
O exército de Liège era composto por 12 000 civis e 500 cavalaria. Eles eram comandados por Raes van Heers, sua esposa Pentecote d'Arkel e Jean de Wilde, senhor de Kessenich. Raes posicionou suas tropas na área pantanosa entre Brustem, Sint-Truiden e Ordingen para a batalha. Desta forma, ele tentou diminuir o efeito da artilharia da Borgonha. Carlos veio da direção de Sint-Truiden, onde deixou alguns milhares de homens para trás, incluindo 500 arqueiros ingleses, para evitar uma intervenção da guarnição da cidade.
Em 28 de outubro, Carlos ordenou que sua vanguarda sob o comando de Adolfo de Cleves, Senhor de Ravenstein, atacasse. Raes ordenou que suas tropas mantivessem a posição e esperassem a chegada de reforços, mas a milícia de Tongeren contra-atacou mesmo assim e repeliu as tropas de Ravenstein, matando um número considerável de arqueiros. Mas era para isso que Charles estava preparado. Sua segunda linha estava armada com longas espadas de duas mãos, ideais para combate corpo a corpo. A milícia de Liège foi rapidamente parada em seu avanço e empurrada para trás, no que logo se tornou uma derrota. Raes van Heers e o enviado francês François Royer, Baillif de Lyon, estavam entre os primeiros a fugir do campo de batalha. Os borgonheses mataram todos que caíram em suas mãos. Liège sofreu cerca de 4 000 baixas e o resto do exército só foi salvo pela escuridão da noite.

## Consequências
Após a batalha, Carlos avançou para Liège e forçou a cidade a se render em 12 de novembro. O Principado-Bispado tornou-se um protetorado borgonhês sob Guy de Humbercourt e todas as cidades do Condado de Loon foram forçadas a remover suas defesas.